# Råmistjärnen
Råmistjärnen är en sjö i Bodens kommun i Norrbotten och ingår i Råneälvens huvudavrinningsområde. Sjön har en area på 0,0506 kvadratkilometer och ligger 42 meter över havet.

## Delavrinningsområde
Råmistjärnen ingår i det delavrinningsområde (734295-177138) som SMHI kallar för Inloppet i Degerselet. Medelhöjden är 41 meter över havet och ytan är 1,63 kvadratkilometer. Räknas de 197 avrinningsområdena uppströms in blir den ackumulerade arean 3 467,5 kvadratkilometer. Avrinningsområdets utflöde Råneälven mynnar i havet. Avrinningsområdet består mestadels av skog (92 procent). Avrinningsområdet har 0,05 kvadratkilometer vattenytor vilket ger det en sjöprocent på 3 procent.